# ふしぎな夜のうた
「ふしぎな夜のうた」（ふしぎなよるのうた）は、日本のバンド、たまの9作目のシングルである。1993年6月2日にイーストワールドより発売された。

## 解説
前作「星を食べる」より半年ぶりのリリースで、新曲かつイーストワールドから発売されたシングルでは「リヤカーマン」より7ヶ月ぶり。また柳原が作詞作曲した楽曲がシングルA面曲となるのは2ndシングル「オゾンのダンス」以来3年ぶりである。
5thアルバム『ろけっと』には表記がないが、アルバム・バージョンで収録されているため、シングル・バージョンはアルバム未収録となる。
本作の「みみのびる」のクレジットにおいて、石川浩司の名前が「石田浩司」と間違われている。
なお、このシングルが柳原が作詞作曲した楽曲がA面になった最後のシングルである。

## 収録曲
1. ふしぎな夜のうた (4:10)
作詞・作曲：柳原幼一郎、編曲：たま
柳原のソロライブで度々この曲が取り上げられている。
2. みみのびる (4:07)
作詞・作曲：石川浩司、編曲：たま
4thアルバム『犬の約束』からのリカット。
タイトルや歌詞の「みみのびる」とは「耳伸びる」と「耳のビル」のダブルミーニング[2]。

## 演奏
| ふしぎな夜のうた - 柳原幼一郎 - ボーカル、ギター & アコーディオン - 知久寿焼 - マンドリン、ハーモニカ & コーラス - 石川浩司 - パーカッション & コーラス - 滝本晃司 - ベース & コーラス | みみのびる - 石川浩司 - ボーカル & パーカッション - 知久寿焼 - ギター & コーラス - 柳原幼一郎 - オルガン、ピアノ、ピアニカ & コーラス - 滝本晃司 - ベース & コーラス |

## 収録アルバム
ふしぎな夜のうた
- ろけっと

みみのびる
- 犬の約束